# Мегри (река)
Мегри (јерм. Մեղրի) је река на југу Јерменије, у покрајини Сјуник. Дужина речног корита је 32 km, а улива се у Аракс у близини града Мегрија на 38°53′17″ сгш и 46°16′00″ игд. 
Водостај је јако висок у рано пролеће и река је тада брза и богата водом. Најнижи водостај је крајем лета и почетком јесени.
Горњи делови тока пролазе кроз планинска подручја и у том делу река протиче кроз дубоки кањон, док средњи и доњи део тока попримају питом и миран изглед. Речне обале су обрасле бујном вегетацијом. У средњим деловима тока налазе се бројни воћњаци јабуке и крушке, док се у нижим деловима узгаја поврће и винова лоза.